# Paul Bjørvig

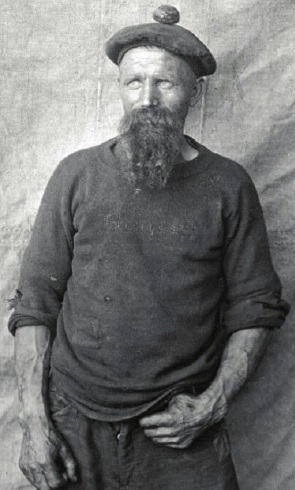
Paul Bjørvig

Paul Johan Ludvig Bjørvig (* 4. Januar 1857 in Tromsø; † 26. Juni 1932 ebenda; im deutschen Schrifttum auch Paul Björvig) war ein norwegischer Jäger, Matrose und Polarforscher, der an mehreren Arktisexpeditionen sowie an zwei Antarktisexpeditionen, der Gauß-Expedition und der Zweiten Deutschen Antarktisexpedition teilnahm.

## Frühe Arktisreisen
Paul Bjørvig war der Sohn des Seemanns Pet(t)er Olai Halvorsen Bjørvig und dessen Frau Johanne Fredrikke geborene Bækken. Im Jahre 1870 bereiste er als 13-jähriger Schiffsjunge erstmals den Arktischen Ozean mit dem Schoner Aksel Thorsen nach Nowaja Semlja. Er nahm 1894 an Walter Wellmans erster Nordpolexpedition teil, die erfolglos versuchte, von Spitzbergen den Nordpol per Boot zu erreichen. Nachdem das Boot bei Waldenøya im Eis gesunken war, musste die Expedition umkehren.
Im Sommer 1896 assistierte er dem schwedischen Geologen Gerard Jakob De Geer bei seiner Expedition nach Spitzbergen. Er betrachtete dies im Nachhinein als seine interessanteste Arktisreise. Den Sommer 1897 verbrachte er als Helfer bei touristischen Fahrten und Jagden auf Svalbard, wobei Otto Sverdrup als Kapitän fungierte. Im Herbst beteiligte Bjørvig sich auf der Victoria an der Suche nach der verschollenen Ballonexpedition Salomon August Andrées.
1898 nahm Bjørvig mit Wellman an einer neuen Nordpolexpedition teil, und diesmal starteten sie von Franz-Josef-Land. Bernt Bentsen und Bjørvig überwinterten in einem vorgeschobenen Depot auf der Insel Wilczekland im Osten von Franz-Josef-Land, während die Hauptbasis weiter südlich auf dem Archipel lag. Die Bedingungen für die Norweger waren primitiv, sie hatten wenig Nahrung und lebten in einer feuchten Stein- und Torfhütte. Am 1. November 1898 erkrankte Bentsen und starb zwei Monate später. Die Leiche von Bentsen wurde von Bjørvig fast zwei Monate lang im Gemeinschaftsschlafsack in der Hütte aufbewahrt, damit Bären und Füchse sie nicht fressen konnten. Um bei Laune und in Form zu bleiben, rezitierte er Gedichte und be- und entlud den Schlitten immer wieder.
1900 schloss sich Bjørvig einer privaten deutschen Expedition nach Spitzbergen an.

## Gauß-Expedition
Erich von Drygalski heuerte Bjørvig als Eislotsen für die Gauß-Expedition in die Antarktis an. Es stellte sich heraus, dass er für diese Arbeit wenig geeignet war, weil er starr an Aufträgen festhielt, obwohl die sich rasch verändernden Eisverhältnisse flexibles, vorausschauendes Handeln verlangten, jedoch erwarb er sich Anerkennung für seinen Fleiß und seine Fähigkeiten im Umgang mit den Schlittenhunden während der Antarktisexpedition. Bjørvig führte ein Tagebuch, das den Verlauf der Expedition aus der Sicht eines einfachen Matrosen schilderte. Dieses Tagebuch wurde erst 2022 veröffentlicht.

## Spätere Expeditionen
In den Jahren 1906–1907 und 1908–1909 war Bjørvik erneut für Wellman tätig. Diesmal auf Danskøya an der Nordwestküste Spitzbergens, wo er im Winter das Basislager betreute. Im August 1906 erhielt er von zu Hause einen Brief, dass sein 22-jähriger Sohn auf der Bärenjagd gestorben sei.
Während der zweiten Überwinterung 1908/09 bewachte er zusammen mit dem Seemann Knut Johnsen das Camp. Wieder kam es zu einem Unfall, Johnsen brach durch das Eis und ertrank. Bjørvig war dieses Mal einen Monat lang allein.
Wegen seiner arktischen Erfahrungen wurde er auch Teilnehmer der Zeppelin-Studienexpedition nach Spitzbergen im Sommer 1910.
Seine letzte Expedition war die Zweite Deutsche Antarktisexpedition 1911/12 unter Wilhelm Filchner. Aufgrund seiner bekannten Zuverlässigkeit hatte Filchner entschieden, den schon 54-jährigen Matrosen mitzunehmen.

## Privates
Bjørvik war seit 1881 mit Brigitte Olea Eggen (1858–1935) verheiratet, beide hatten 11 Kinder. Er starb 75-jährig in Tromsø. Seinen Grabstein auf dem dortigen Friedhof schmückt ein Eisbär.

## Namensgeber
Nach Paul Bjørvig ist der Berg Bjørvigfjellet in Oscar II Land auf der Insel Spitzbergen benannt.